# Lipotriches sphecodoides
Lipotriches sphecodoides là một loài Hymenoptera trong họ Halictidae. Loài này được Pauly mô tả khoa học năm 1991.